# معاملة المتحولين جنسيا في المملكة المتحدة
اكتسبت حقوق العابرين جنسيًا في المملكة المتحدة رواجًا منذ تسعينيات القرن العشرين، مع منح الحقوق والحماية لمجتمع العابرين جنسيًا. تتعلق القوانين بمجالات وثائق الهوية، وحقوق الزواج، وتدابير مكافحة التمييز في مجالات التوظيف والتعليم والسكن والخدمات.
كان بوسع العابرين جنسيًا في ما مضى الحصول على تعديل غير رسمي لوثائق الهوية، وذلك حتى صدور قرار محكمة في عام 1970، والذي سينهي لاحقًا هذه الممارسة في العقود التالية. بعد صدور حكم في عام 2002 عن المحكمة الأوروبية لحقوق الإنسان ضد حكومة المملكة المتحدة، أقر البرلمان قانون الاعتراف بالجندر لعام 2004 للسماح للأشخاص بالتقدم بطلبات لتغيير نوع جنسهم القانوني.
كانت تدابير مكافحة التمييز قائمة منذ عام 1999، وعُززت في العقد الأول من القرن الحادي والعشرين لتتضمن تعبير مناهضة التحرش. في وقت لاحق من عام 2010، أُدرج إعادة تحديد الجنس كخاصية محمية في قانون المساواة. مع إدخال الزواج بين شخصين من نفس الجنس في القانون في عام 2013، أصبح من الممكن للزوج، في الجزء الرئيسي من المملكة المتحدة، أن يغير على نحو قانوني نوع جنسه دون الحاجة إلى الطلاق، غير أن ذلك أصبح خيارًا في أيرلندا الشمالية في يناير 2020.

## الاعتراف بالجندر
صيغ قانون الاعتراف بالجندر لعام 2004 استجابة لأحكام صادرة عن المحكمة الأوروبية لحقوق الإنسان. في 11 يوليو 2002، حكمت المحكمة الأوروبية لحقوق الإنسان في قضية غودوين وأي ضد المملكة المتحدة (المعروفة أيضًا باسم قضية كريستين غودوين وأي ضد المملكة المتحدة [2002]2 إف سي آر 577) بأن حقوق الخصوصية والحياة الأسرية جرى انتهاكها وأن «حكومة المملكة المتحدة وقعت في التمييز على أساس ما يلي: انتهاك المادة 8 والمادة 12 من الاتفاقية الأوروبية لحقوق الإنسان». عقب هذا الحكم، اضطرت حكومة المملكة المتحدة إلى تقديم تشريع جديد من أجل الامتثال. استجابة لالتزام المملكة المتحدة، أقر البرلمان قانون الاعتراف بالجندر لعام 2004، الذي منح بالفعل اعترافًا قانونيًا كاملًا للأشخاص العابرين جنسيًا الثنائيين.
منذ 4 أبريل 2005، أصبح من الممكن للأشخاص العابرين جنسيًا، بموجب قانون الاعتراف بالجندر لعام 2004، تغيير نوع جنسهم القانوني في المملكة المتحدة، ما يسمح لهم بالحصول على شهادة ميلاد جديدة. يجب على الأشخاص العابرين جنسيًا تقديم الأدلة إلى لجنة الاعتراف بالجندر، والتي تنظر في قضيتهم وتصدر شهادة الاعتراف بالجندر (جي آر سي)، ولابد أن يكونوا عابرين جنسيًا قبل عامين من إصدار شهادة الاعتراف بالجندر (جي آر سي). ليس من المطلوب إجراء جراحة لتغيير نوع الجنس. غير أن هذه الجراحة ستكون مقبولة بوصفها جزء من الأدلة الداعمة لقضية حدث فيها العبور الجنسي. توجد موافقة رسمية على إجراء إعادة تحديد الجنس في هيئة الخدمات الصحية الوطنية (إن اتش إس) أو في القطاع الخاص.
على النقيض من بعض الأنظمة في أماكن أخرى من العالم، لا تتطلب عملية الاعتراف بالجندر من مقدمي الطلبات أن يكونوا في مرحلة ما بعد العملية. لا يحتاج هؤلاء إلا أن يثبتوا للجنة الاعتراف بالجندر أنهم عانوا من اضطراب الهوية الجندرية، وعاشوا «كنوع جنس جديد» لمدة سنتين، ويعتزمون الاستمرار في ذلك حتى الموت.
في يوليو 2018، بدأت حكومة المملكة المتحدة مشاورة عامة بشأن إصلاح قانون الاعتراف بالجندر لعام 2004.